# Ronas Hill
Ronas Hill är en kulle på Mainland i Shetlandsöarna i Storbritannien. Toppen på Ronas Hill är 450 meter över havet och den högsta punkten på Shetlandsöarna. Nära toppen finns ett stenröse med kammare från stenåldern. Namnet kommer av fornnordiska rön, 'stenig mark, stensamling'.